# معركة جبل الشيخ الأولى
معركة جبل الشيخ الأولى، هي إحدى معارك حرب تشرين بين الجيش السوري وجيش الدفاع الإسرائيلي. وقعت في اليوم الأول من الحرب، 6 تشرين الأول 1973. عندما هاجمت قوات المغاوير السورية مرصد جبل الشيخ بالجولان واستولت عليه. شنت القوات الإسرائيلية هجوم مضاد بعد يومين خلال معركة جبل الشيخ الثانية واستعادت السيطرة عليه في النهاية خلال معركة جبل الشيخ الثالثة في 21 أكتوبر.

## خلفية تاريخية
يتمتع جبل الشيخ بإطلالة آسرة على الجليل على ارتفاع حوالي 6600 قدم (2000 م). استخدمت إسرائيل موقع الجبل، بعد أن استولت عليه خلال حرب 67، كموقع راداري يضم بعضاً من أكثر المعدات الإلكترونية سرية وحساسية للجيش الإسرائيلي. كما شيدت إسرائيل طريقاً ومصعداً للتزلج يؤديان إليه. أمكن لقوة مرصد جبل الشيخ رؤية السهل السوري بأكمله على الحدود مع الخط البنفسجي، وكانت هناك نقاط مراقبة فوق المرصد نفسه وعند المستوى العلوي من مصعد التزلج. شُيدت منعة المرصد بمساعدة كبيرة من الدروز الذين يعيشون في الجولان. في نيسان 1970، أرسل العقيد حكمت الشهابي، رئيس شعبة الاستخبارات العسكرية السورية، رسالة مع الرقيب أول نزيه توفيق أبو صالح، وهو درزي سوري، إلى كمال كَنج أبو صالح، زعيم درزي في مرتفعات الجولان وعضو سابق في مجلس الشعب السوري وشقيقه كان لواء في الجيش السوري. عبر نزيه، الذي كان ينتمي لأسرة كنج أبو صالح، الحدود سيراً على الأقدام وسلم الرسالة التي طلبت من كَنج تقديم تفاصيل بشأن المواقع الإسرائيلية. وافق كنج ونفذ مهمته. لكن الاستخبارات العسكرية الإسرائيلية (أمان) ألقت القبض عليه في مايو 1971. وصدر عفو عنه في يونيو 1973.
اعتبر مرصد جبل الشيخ ذو أهمية استراتيجية لعدة أسباب، مثل: جمع معلومات الإنذار المبكر، جمع المعلومات الاستخبارية في توقيتها الفعلي، شن حرب إلكترونية ضد هجوم بري أو جوي وتحديد مواقع المدفعية في سهل دمشق، بجانب استخدام سلسلة جبال الشيخ ومنحدراته الغربية للقيام بحركة التفاف استراتيجية باتجاه سوريا، وشن عمليات في سوريا ولبنان والتحكم في مصادر المياه الرئيسية في إسرائيل.
كان المرصد معزولاً في قطاعه ولم يكن هناك سوى طريق وصول ضيق يربطه بهضبة الجولان ومزارع شبعا. تألف المرصد من ثلاثة مستويات: قسم تحت الأرض من المخابئ للسكن والذخيرة والطعام والمياه (والتي كانت متصلة بأنفاق إلى نقاط الحراسة والمراقبة) وطابقين فوق الأرض يحتويان على غرف عمل ومعامل ومستوصف وميس (قاعة تناول الطعام) ومولدات ونقاط مراقبة وحراسة. كان المرصد لا يزال قيد الإنشاء عندما اندلعت الحرب، ولم تكن مواقع القتال وخنادق الاتصال وموقع القيادة قد شُيدت بعد.
كان المرصد يقع في قطاع الكتيبة 13، لكنه كان تحت قيادة الملازم أول غادي زيدوبار من اللواء الإقليمي 820، الذي لم تصنف تبعيته العملياتية كما يجب. تواجد ستون جندياً في المرصد في يوم الغفران: ثلاثة عشر منهم من كتيبة المشاة الثالثة عشرة، والباقي من وحدات الدعم والمدفعية وضباط صف من القيادة الشمالية الإسرائيلية واستخبارات اللواء الإقليمي وجنود صيانة من اللواء 820. كان بعض الضباط والجنود قد وصلوا فقط بين 4 تشرين و6 تشرين مع أسلحتهم الشخصية، والبعض الآخر لم يكن مسلحاً. كما لم يكن معظمهم على دراية بتخطيط المرصد أو القطاع عامةً.
أبلغ ضابط المراقبة الأمامية للمدفعية عن زيادة في عدد قطع المدفعية السورية والقوات الأخرى في الأيام التي سبقت الحرب. لذلك خُصص قسم من القوات للدفاع عن المرصد. كان هناك خمسة وخمسون رجلاً في المرصد في يوم الغفران، 6 تشرين الأول، 1973. بما في ذلك قسم الدفاع من لواء جولاني ورجال من سلاح الجو الإسرائيلي وأفراد من الاستخبارات الذين يعملون على المعدات الإلكترونية. قدرت القيادة الشمالية أن جبل الشيخ لم يكن محور تقدم رئيسي، وبالتالي لن يتعرض لهجوم كبير، وإنما غارات عادية وحسب. وقد شُيدت تحصينات المرصد لتتحمل نيران المدفعية والقصف الجوي، لكن شبكة الخنادق لم تكن قد اكتملت. انتقلت بطارية دفاع جوي إلى الجولان قبل أسبوع من الحرب.

## مقدمة
أبلغ المرصد عن تجمع كبير للقوات السورية في السهل أدناه يوم الجمعة 5 تشرين الأول. صدرت أوامر للجنود الإسرائيليين بأن يكونوا في حالة تأهب، وحبسوا أنفسهم في المخبأ الرئيسي. سُيرت نقاط المراقبة كالمعتاد وجرى استطلاع روتيني على طول طرق الوصول في صباح اليوم التالي. انطلق إنذار، ولكن لسبب ما لم يُعزز موقع المرصد بحظيرة المشاة المطلوبة المكونة من أربعة عشر رجلاً. استمر الروتين الأمني وشمل دورية راجلة لتأمين طريق الوصول من المرصد إلى المستوى الأدنى من مصعد التزلج. أتمت قوة جولاني هذه المهام تحت قيادة قائد الحظيرة، ملازم أول حاجاي فونك. تركت الحظيرة جُنديين من المشاة لحراسة المرصد.
عاد جنود المشاة إلى المرصد بعد الدورية، باستثناء ثلاثة رجال اتخذوا مواقعهم في نقطة مراقبة قيد الإنشاء على تل شمال مصعد التزلج العلوي. كان هناك نقطة مراقبة واحدة وموقعان للحراسة مشغولين في المرصد نفسه. نُشر ثلاثة حراس عند الفجر بين مزارع شبعا ومصعد التزلج السفلي، الذي كان يديره أفراد من نفس الفصيلة، لكنهم كانوا خاضعين طوال اليوم لكتيبة ناحال 902 في مزارع شبعا. وصلت إحدى فصائل إعاقة الحرب الإلكترونية من وحدة الاتصالات 374 قبل الساعة 14:00 بقليل، بقيادة الملازم موشيه سابير، إلى «منعطف الدبابات» وثبتت معداتها وفقاً لأوامر القيادة الشمالية. كان وصولها غير معروف لقائد المرصد وقائد حظيرة المرصد في معسكر التوظيف في موقع ماسادا، بسبب سوء التنسيق.
كان السوريون قد وضعوا جبل الشيخ على رأس قائمة أهدافهم. تلقت الكتيبة 82 مظليين، وحدة النخبة القتالية في الجيش السوري، بقيادة النقيب سليمان الحسن، إحاطة أخيرة صباح يوم الهجوم. كان من المقرر أن تهبط مجموعة بقيادة المقدم أحمد رفاعي الجوجو بحوامة على بعد 0.5 ميل (0.80 كم) من المرصد ومن ثم تتخذ مواقع تغطي المرصد والطريق المؤدي إليه من الجولان. كما كان من المقرر أن تنطلق باقي الكتيبة، البالغ عددها حوالي 200 رجل، سيراً على الأقدام من مدينة الشيخ التي يسيطر عليها السوريون. كان على هذه القوة مهاجمة المرصد بينما تقوم قوات الجوجو بتقديم التغطية النيرانية. اعتمدت خطة الاقتحام السورية على البيانات التي جمعها كنج.

## المعركة

### الهجوم السوري
أقلعت أربع حوامات مي-8 سوفيتية الصنع بالقرب من دمشق حوالي الساعة 13:00 وتوجهت غرباً إلى لبنان، واستمر تحليقها لغاية 45 دقيقة أثناء القصف السوري للجولان. ثم توجهت إلى الجنوب الشرقي باتجاه المرصد الإسرائيلي. رصد الإسرائيليون الحوامات في حوالي الساعة 15:00، عندما أبلغهم فريق الحراسة في مصعد التزلج العلوي وأطلقوا النار عليها حتى حلقت بعيداً عن الأنظار. لاحظ ضابط المدفعية مع ضباط آخرين في الساعة 13:45، أن وحدات المدفعية السورية في السهل أدناه كانت تزيل شبكات التمويه من على مدافِعها.
بدأ السوريون قصف المرصد في الساعة 14:00. وتركز جميع الجنود الإسرائيليين في المرصد في القاعة الرئيسية للمخبأ. صعد ضابط الفصيلة ورقيب مدفعية الهاون إلى نقطة المراقبة لكنهما اضطرا إلى النزول بسبب القصف العنيف. غادر ضابط مراقبة ومساعد تقني وسائق من كتيبة المدفعية 334 موقع المرصد في مدرعة نصف جنزير إلى موقعهم المخطط في «منعطف الدبابات» للمساعدة في تحديد موقع المدفعية في شمال الجولان. عندما هاجمت ست طائرات ميج-17 تابعة للقوات الجوية السورية المرصد. وصلت ثلاث حوامات سورية غرباً. أبرت اثنتان منهما حوالي ثلاثين مظلياً فوق التل 2072، جنوب مصعد التزلج السفلي. انتشرت معظم القوات السورية فوق المنعطف جنوب مصعد التزلج العلوي لإغلاق طريق الوصول إلى المرصد. تقدم عدد قليل منهم نحو المرصد لتوفير تغطية نيرانية. تحطمت حوامة ثالثة على متنها ستة عشر مظلياً، كان من المفترض أن تُغلق «منعطف الدبابات» وذلك عندما اصطدمت شفراتها الدوّارة بالمنحدر. نجا ثلاثة مظليين فقط وانضموا إلى رفاقهم في مصعد التزلج العلوي. وفتحوا النار على المدرعة نصف جنزير الإسرائيلية التي واصلت السير. رأى قائد سرية وحدة الحرب الإلكترونية وسائقه، اللذان كانا يستقلان سيارة جيب في طريقهما إلى المرصد، الإنزال السوري وعادا إلى وحدتهما عند «منعطف الدبابات» تحت إطلاق النار. شاهد ثلاثة جنود من جولاني عند نقطة المراقبة العليا لمصعد التزلج عملية الإنزال السورية لكنهم فشلوا في إطلاق النار عليهم بسبب عطل بالمدفع الرشاش. بعد بضع دقائق، تركوا موقعهم المجهز بجهاز راديو، ونزلوا إلى مصعد التزلج السفلي للانضمام إلى فصيلة متمركزة هناك دون إبلاغ المرصد بالإنزال السوري.
تقدمت بقية الكتيبة 82 بينما كانت قوات الجوجو تتخذ مواقعها، وكانتا سريتان تحت قيادة النقيبين جاسم الصالح ومحمود المعلا، سيراً على الأقدام من موقع الشيخ المرصد الصديق الذي يسيطر عليه السوريون إلى المرصد الإسرائيلي. نُظمت في ثمان قوى بحجم فصيلة. عندما وصلت أول قوتين قرب المرصد في حوالي الساعة 15:15، فتحت المدفعية السورية النار ووجهت قوة التغطية نيران أسلحتها الخفيفة على الموقع. اقتربت الحوامة الرابعة في هذه الأثناء، وهبط منها ستة عشر مظلياً إضافياً. انضم بعضهم إلى الهجوم على المرصد بينما شكل الباقون قوة تغطية ثانية.
سُمع نيران أسلحة خفيفة من القاعة الرئيسية عندما هدأ القصف. خرج زيدوبار وفونك وأربعة جنود آخرين من جولاني إلى موقع القتال عبر الفتحة الغربية العليا. رأوا عشرات الجنود السوريين يتقدمون على الطريق باتجاه بوابة المرصد وقوة تغطية تتمركز على ساتر خارج سياج المرصد. دُمر رشاشين من بين الرشاشات الثلاثة بعد القصف السوري. أطلق قائد الموقع ورجال المشاة النار من مدفع الرشاش الباقي ومن أسلحتهم الشخصية على الرغم من عدم وجود مواقع قتالية. فوجئ السوريون من إطلاق النار وتوقفوا. قُتل مُشغل المدفع الرشاش وتولى رقيب المرصد مكانه. أدرك قائد المرصد أن الذخيرة على وشك الانتهاء ونزل إلى القاعة الرئيسية للاتصال بقائد اللواء 820، العقيد تسفي بارزاني. وشرح الوضع وطلب منه قصف موقعه. وافق بارزاني وقبل قائد الكتيبة 334، المقدم آرييه شفارتس، تنفيذ المهمة. واصل جنود جولاني إطلاق النار على السوريين ومنعوهم من دخول المرصد حتى حوالي الساعة 3:45 مساءً، عندما بدأ القصف الإسرائيلي. عند هذه النقطة أمر بارزاني قائد المرصد بحبس رجاله داخل المرصد حتى ينتهي القصف ولا يغادر إلا بأمر منه. لم يغادر الجنود المرصد بسبب سوء الفهم، واستمروا في الدفاع عن فتحاته من الداخل.
اقتحم السوريون فناء المرصد وتمكن البعض من اختراق الفتحة الغربية العليا إلى الطابق العلوي، وألقوا قنابل يدوية وصوتية وأطلقوا النار على غرف العمل. وبدا اقتحامهم متردداً وبطيئاً وشمل نداءات بالعبرية والعربية للجنود الإسرائيليين بالاستسلام. ونزل البعض من السلم المؤدي إلى الصالة الرئيسية وألقوا قنابل يدوية بداخلها. ووصلوا إلى القاعة لكنهم لم يدخلوا الغرف أو الأنفاق المتصلة. وربما استخدموا مولد دخان يعمل بمحرك صغير، فامتلأت القاعة بغبار الدخان وأصوات الانفجارات، مما أثار حالة من الذعر بين الجنود الإسرائيليين غير المقاتلين. أصيب العديد منهم بالاختناق واعتقدوا أن السوريين يستخدمون الغاز. كانت الغرف مليئة بالغبار، وكان عليهم تغطية أنوفهم بخرقة مبللة بالبول للتنفس. حاول البعض الاختباء في الأنفاق، لكن البعض الآخر كان في حالة صدمة وظل متجمداً في الغرف بالقرب من القاعة الرئيسية. رد بعض الجنود بإطلاق النار من زوايا مختلفة في القاعة الرئيسية باتجاه السلم ومنعوا السوريين من النزول بين الساعة 16:00 والساعة 17:00. حاول قائد الموقع جمع الرجال من الأنفاق والغرف المختلف في نفق واحد. انقطع اتصال المرصد بالعالم الخارجي في هذه المرحلة.
حاول قائد المرصد وعدد من جنود المشاة اختراق أحد الأنفاق للخروج والوصول إلى مصعد التزلج العلوي حوالي الساعة 17:30، لكنهم واجهوا بعض السوريين واضطروا للعودة. تجمع معظم الرجال حينها في نفس النفق، باستثناء الطبيب وجنديين من جولاني، قتل أحدهم وأصيب الآخر. اختبأ خمسة آخرون في ملجأين في الطابق السفلي. نظراً لأن بعض الرجال لم يعرفوا طريقهم حول المرصد، فقد انقسموا في الظلام إلى مجموعتين، ظلتا قريبتين من بعضهما البعض. توقف السوريون عن تطهير الموقع الإسرائيلي من الداخل وأصبح الهدوء نسبياً حوالي الساعة 19:00.

### وادي العسل
أُمر الرجال في مرصد «هِدفا»، الواقع بالقرب من قرية شبعا اللبنانية، بالعودة إلى ماسادا عبر مصعد التزلج السفلي، مع ناقلة جنود مدرعة في حوالي الساعة 16:50. اقتربت ناقلة الجنود المدرعة، جنباً إلى جنب مع مدرعة نصف جنزير بمدفع هاون 81 ملم، من وادي العسل (حيث يقع مرصد «تالي»)في حوالي الساعة 17:00؛ وتعرض كلا الموقعين لإطلاق نار كثيف من التلال فوقهما. أصيبت ناقلة الجنود المدرعة بقذيفة آر بي جي وتوقفت في منتصف الطريق. قُتل ثلاثة جنود إسرائيليين على الفور وأصيب الباقون واحتموا. أصيب قائد «تالي»، الذي كان مكشوفاً في المدرعة، برصاصة في الظهر، لكن السائق أدار المدرعة وانطلق نحو مصعد التزلج السفلي.
ربما كان السوريون المهاجمون هم قوة الإغلاق من الكتيبة 87 استطلاع، التي كان من المفترض أن تتخذ موقعها في «منعطف الدبابات» في تلك الليلة، لكنها ضلت طريقها إلى المنطقة الواقعة فوق الطريق من مصعد التزلج السفلي ومزارع شبعا. واصل السوريون إطلاق النار وغادروا دون النزول إلى الطريق. أبلغ مرصد «هيدفا» عن الاشتباك مع السوريين، بعد مغادرتهم عند حلول الظلام حوالي الساعة 17:35، إلى مقر سرية الكتيبة 902 في مزارع شبعا وطلب المساعدة. يتبع مقر السرية للواء 820 في كفر نفاخ. استغرق تشكيل قوة إنقاذ، ضمت طبيباً ومسعفاً وخمسة جنود مشاة، ساعة واحدة. تقدمت القوة في اثنتين من ناقلات الجنود المدرعة ببطء وحذر مع إطفاء المصابيح. وصلت القوة إلى المكان حوالي الساعة 18:30 وعالجت الجرحى وأخرجتهم. لم تدخل أي قوات من الجيش الإسرائيلي المنطقة الواقعة بين مزارع شبعا وسفوح جبل الشيخ منذ تلك اللحظة وحتى نهاية الحرب.
أمر بارزاني قائد سرية الشيخ، الملازم أول يفتاح ساجيف، بالتوجه من مسعدة إلى مصعد التزلج السفلي في حوالي الساعة 19:30، مع عربة مدرعة وفصيلة دبابات من الكتيبة 71 الملحقة، لتفقد الموقع وإجلاء الجرحى والتي وصلت بعد الظهر. وصلت القوة إلى مصعد التزلج السفلي حوالي الساعة 21:00. رأى ساغيف أن كل شيء على ما يرام وأبلغ قائد الكتيبة بهذه الحقيقة. وأمره بارزاني بترك فصيلة الدبابات للدفاع عن المكان. غادر قائد السرية من تلقاء نفسه لإجلاء الجرحى إلى كفر نفاخ. عندما وصل قرب منتصف الليل، أبلغ قائد القيادة الشمالية والآخرين بأحداث جبل الشيخ.
قرر قائد المرصد محاولة الهروب إلى مصعد التزلج السفلي في حوالي الساعة 21:00. خرج هو وخمسة ضباط وأحد عشر جندياً فقط، لعدم التواصل مع الرجال الآخرين. عبروا حقل ألغام، ونزلوا في وادي بولعان واتجهوا غرباً نحو مصعد التزلج العلوي. عندما بدأوا في النزول من منحدر صخري من مصعد التزلج العلوي قبل الساعة 23:00 بقليل، رأتهم قوة الإغلاق السورية وفتحت النار. نزل قائد الفصيلة وخمسة من رجاله إلى أسفل التل. قُتل ثلاثة منهم، بمن فيهم قائد الفصيلة، وأُسر اثنان في اليوم التالي. واحتمى ضباط وجنود آخرون وردوا بإطلاق النار. أصيب ضابط المراقبة بجروح بالغة وتوفي في وقت لاحق. ونجا الأحد عشر الآخرين، بعضهم كان جريحاً، من المواجهة وتفرقوا. ركض الهاربون على الطريق وواجهوا ثلاث دبابات إسرائيلية في طريقهم. أطلقت إحدى الدبابات النار عليهم قبل التمكن من معرفة هويتهم. خلال الليل وفي اليوم التالي، عاد عشرة منهم إلى الخطوط الإسرائيلية. دخل جندي من وحدة سلاح الجو الإسرائيلي بالمرصد إلى موقع الكتيبة 183 السورية بالخطأ، والتي تتمركز على أعلى نقطة فوق التل 1614. فوقع في الأسر وأُعدم في اليوم التالي.

### الهجوم الإسرائيلي المضاد
وافقت القيادة الشمالية على الاقتراح الذي طرحه قائد لواء جولاني، العقيد أمير دروري، بمحاولة الوصول إلى المرصد في الساعة 18:07. كانت قوة جولاني - المكونة من مدرعة قيادة دروري نصف جنزير، ومركز قيادة الكتيبة 51 مع السريتين أ وب في خمسة عشر مدرعة إضافية، وسرية الاستطلاع 69 في ثمان مدرعات أخرى ومحطة تجميع كتيبة اللواء في سيارة إسعاف - في طريقها إلى جبل الشيخ بينما كان الجنود الإسرائيليون الأحد عشر يحاولون الهروب. غادرت القوة روش بينا الساعة 07:01 ووصلت إلى نيفيه أتيف الساعة 04:01، لكن القيادة الشمالية أمرت دروري بالتوقف، خوفاً من اختراق سوري في قطاع هاد مسعدة وأمرته بالانتشار كقوة صد حول المخابئ رقم 103 و104 و105، مع الكتيبة الثالثة عشرة التابعة للواء. اعترض دروري، وهو غير ملم بالوضع في جميع أنحاء الجولان، على افتراض أنه من الأفضل الهجوم في أقرب وقت ممكن وحرمان السوريين من الوقت للتنظيم. رُفض طلب دروري، وبدأت القوة في العودة عبر جسر ساعر باتجاه مسعدة. أُمر دروري بتنظيم جنوده كقوة صد في الساعة 04:21، ووُزعت قواته في قطاعهم في الساعة 05:19.
بينما نُشرت الكتيبة 51 المصغرة والفرقة 69 حول مسعدة في حوالي الساعة 7:00، نزلت قافلة من مصعد التزلج السفلي، بعد أن أمر بذلك قائد الكتيبة 13، المقدم زئيف أورن. تضمنت فصيلة دبابات من الكتيبة 71، وفصيلة مشاة من الكتيبة 13 التي تدير مصعد التزلج السفلي في اثنتين من ناقلات الجنود المدرعة بي تي آر-152، ومدرعة ضابط المراقبة وسرية الاتصالات من الوحدة 374 في مركباتها الثلاث. كما تضمنت الناجين الخمسة من المرصد. ظلت الدبابات الثلاث مرتبطة بلواء جولاني. فيما لا يزال 36 جندياً محاصرين في المرصد. أصيب جنديان إسرائيليان بجروح في المواجهة على التلال وأسرهما السوريون. ستة من الجنود الهاربين شقوا طريقهم إلى أسفل الجبل، مع ثلاثة جنود مراقبة فروا من مصعد التزلج العلوي.

### سقوط المرصد
استجوب السوريون الجنديين الجرحى اللذين وقعا في الأسر واقتيدا إلى واد خارج المرصد حوالي الساعة 06:00 يوم 7 أكتوبر. سمع الجنود الإسرائيليون المتواجدون في الأنفاق الشمالية الشرقية إطلاق نار في ساحة الفناء في حوالي الساعة 9:00 صباحاً. ربما أطلق السوريون النار من أسلحة إسرائيلية استولوا عليها عند مصعد التزلج العلوي، واعتقد بعض الجنود الإسرائيليين أن رجال قوة الإنقاذ هم من أطلقوا النار. سمع أربعة جنود مختبئين في قبو الاتصالات إطلاق النار وخرجوا من موقع فجره السوريون في ذلك الصباح. خرج فني الراديو وصرخ «جولاني، جولاني، لا تطلقوا النار!»، عندما لاحظ وجود جنود يرتدون الزي الزيتي ومسلحين برشاشات عوزي وخُوذات للجيش الإسرائيلي، قبل أن تتكيف عيناه مع ضوء الشمس ويكتشف أنهم سوريون. ركض هو والآخرون إلى الداخل وطاردهم السوريون ورموا قنابل دخان. دعاهم السوريون إلى الاستسلام من خلال شبكات المولد وسلطوا ضوء المصابيح نحو الداخل، قائلين إن من لم يخرج سيُقتل، بينما لم يكونوا على علم بمكان اختباء الإسرائيليين الآخرين. فكر الإسرائيليون في الاستسلام، لكن رقيب من فصيل غولاني رفض، واختار بدلاً من ذلك محاولة الخروج من الموقع الشمالي الشرقي. وقادهم عبر النفق الذي يربط المولدات بالموقع في حوالي الساعة 11:00. صعد إلى السطح أولاً، تبعه جندي من جولاني وجندي من أمان وعامل راديو. ورصدوا على السطح، بالقرب من المدخل الرئيسي للتل المنصوب عليه المدافع المضادة للطائرات شمال المرصد.
أطلق الرقيب النار وألقى قنبلتين يدويتين على السوريين، كرد محتمل على الدعوات السورية للاستسلام. لكن الإسرائيليين الثلاثة قُتلوا بعد فترة وجيزة. وكمن الآخرون الذين خرجوا في خندق، أطلق السوريون النار عليهم لكنهم أخفقوا في إصابتهم. وعندما خلصوا إلى أنه ليس لديهم فرصة، استسلموا. ومع ذلك قُتل فني الراديو الذي لوّح بقطعة قماش بيضاء. أوقف السوريون نيرانهم وأمروا الإسرائيليين بالنزول إلى الفناء وإلقاء أسلحتهم وخوذاتهم. حوالي الساعة 11:30، دخل سوريان إلى غرفة الطبيب في الطابق العلوي وأسروه مع جنديين من جولاني كانا برفقته، أحدهما مصاب بجروح بالغة. في وقت متأخر من بعد الظهر، جُرد الإسرائيليين الستة والعشرين الأسرى من أسلحتهم وقُيدت أيديهم بأسلاك الهاتف؛ ثم اقتيدوا، مقيدون في أزواج، نحو المرصد السوري. ورافقهم حوالي ثلاثين جندياً سورياً من الكتيبة 82. قُتل جندي غولاني أصيب بجروح بليغة بعدما تُرك بالخلف. نُقل الأسرى الإسرائيليين من المرصد السوري بالشاحنات إلى قاعدة تدريب القوات الخاصة في القابون قرب دمشق، حيث مكثوا أربعة أيام.
ظل خمسة جنود إسرائيليين في المرصد: المسؤول عن الإمداد وقد اختبأ في ملجأ الطوارئ وأربعة جنود مختبئين في قبو غرفة العمليات. حيث عثروا على بعض الحصص الغذائية في ملجأ الصيانة القريب بجانب خزان مياه بلاستيكي، مما مكنهم من الصمود حتى 12 تشرين الأول. وباستخدام راديو الترانزستور، سمعوا أن المستوطنين الإسرائيليين في الجولان قد عادوا إلى منازلهم ولذا قرروا البقاء مختبئين حتى يستعيد الجيش الإسرائيلي المرصد. في الأيام الثلاثة الأولى، مشط السوريون المرصد بالنيران والقنابل اليدوية كل صباح وكل ليلة. عندما هدأ المرصد نسبياً، حاول الإسرائيليون في أكثر من مناسبة الخروج، لكنهم عادوا بعد سماع الحراس السوريين في القاعة المركزية. في حوالي الساعة 11:00 يوم الجمعة، 12 تشرين الأول، دخل الجنود السوريون الأنفاق بحثاً عن طعام وأسروا الإسرائيليين، بما في ذلك المسؤول عن الإمداد، عن طريق الصدفة. نُقل الأسرى، عبر المرصد السوري، إلى القابون ومنه نُقل جميع السجناء البالغ عددهم 31 سجيناً إلى بستان زيتون في 15 تشرين الأول، حيث صورهم الصحفيون. ثم نُقلوا إلى سجن في اليوم التالي.

## نتيجة المعركة
قُتل ستة عشر إسرائيلياً وجُرح اثنا عشر في المعارك التي دارت في المرصد نفسه وبالقرب من مصعد التزلج العلوي وعند وادي العسل. لقى سبعة مصرعهم وأصيب اربعة في المرصد، وقتل أربعة وأصيب ثلاثة بالقرب من مصعد التزلج العلوى، وقتل ثلاثة وأصيب أربعة في مواجهة وادي العسل. أعدم السوريون اثنين بعد أسرهما، فيما أُسر 31 إسرائيلي في المجمل. فيما سقط 15 قتيلاً في صفوف القوات السورية (12 من رجال المغاوير وثلاثة من طاقم حوامة) وجرح ثلاثة ضباط أثناء محاولتهم اختراق المرصد. استولى السوريون على المرصد ومصعد التزلج السفلي وجبل الشيخ بأكمله.
وصل المستشارون السوفيت إلى المرصد بعد أيام قليلة لتفكيك المعدات الإلكترونية، وكانوا سعداء بالعثور على معظمها سليمة. كما تمكن المحققون السوريون من استخلاص معلومات قيمة من الأسرى الإسرائيليين. أُرسلت المعدات الإلكترونية إلى الاتحاد السوفيتي لتحليلها، كشفت الوثائق التي وقعت في إيدي السوريين عن الرموز العسكرية الإسرائيلية. مع سقوط جبل الشيخ، خسرت أمان «عيناها على الجولان»، كما أدى خسارة الهوائيات في مراكز التصنت إلى الضرر بقدرتها على جمع المعلومات.
كتب المؤلف أبراهام رابينوفيتش [الإنجليزية] أن «سقوط جبل الشيخ كان بالنسبة لإسرائيل أكثر الأحداث إذلالاً في حرب يوم الغفران». علق الكاتب والتر جيه. بوين [الإنجليزية] أن هذه هي المرة الأولى في تاريخ إسرائيل التي يترك فيها قائد موقعه بينما كانت قواته لا تزال تقاتل. يعتقد العديد من الإسرائيليين أن فونك هو المسؤول عن الهزيمة، كما لخصه أحد الجنود: «لقد هرب الضباط». قام الإسرائيليون بمحاولة فاشلة لاستعادة جبل الشيخ في 8 تشرين الأول، لكنهم نجحوا في ذلك أخيراً في 21 تشرين الأول، خلال عملية الحلوى.

## وصلات خارجية
- The Syrians on the Borders: The IDF Northern Command in the Yom Kippur War. Daniel Asher (ed.). Tel Aviv: Maarakhot. 2008. {{استشهاد بكتاب}}: الوسيط غير المعروف |الرقم المعياري= تم تجاهله يقترح استخدام |ردمك= (مساعدة)صيانة الاستشهاد: آخرون (link)
- Asher، Jerry (1987-12). Duel for the Golan: The 100-Hour Battle That Saved Israel. Pacifica Press (CA). ص. 288. {{استشهاد بكتاب}}: تحقق من التاريخ في: |تاريخ= (مساعدة)، الوسيط author-name-list parameters تكرر أكثر من مرة (مساعدة)، والوسيط غير المعروف |الرقم المعياري= تم تجاهله يقترح استخدام |ردمك= (مساعدة)
- Boyne، Walter J. (14 سبتمبر 2002). The Two O'Clock War: The 1973 Yom Kippur Conflict and the Airlift That Saved Israel (ط. 1st). Thomas Dunne Books. ص. 320. {{استشهاد بكتاب}}: الوسيط غير المعروف |الرقم المعياري= تم تجاهله يقترح استخدام |ردمك= (مساعدة)صيانة الاستشهاد: التاريخ والسنة (link)
- Herzog، Chaim (1975). The War of Atonement. Steimatzky.
- Rabinovich، Abraham (4 أكتوبر 2005). The Yom Kippur War: The Epic Encounter That Transformed the Middle East. Schocken. ص. 592. {{استشهاد بكتاب}}: الوسيط غير المعروف |الرقم المعياري= تم تجاهله يقترح استخدام |ردمك= (مساعدة)